# 대한민국 형법 제8조
대한민국 형법 제8조는 총칙의 적용의 조문이다.
이는 총칙은 다른 법령에도 적용 된다는 뜻이다. 다만 예외 법령이 있는 경우는 제외한다.

## 조문
제8조(총칙의 적용)본법 총칙은 타법령에 정한 죄에 적용한다. 단, 그 법령에 특별한 규정이 있는 때에는 예외로 한다.

## 관련판례
서울고등법원 4293.02.19 선고 4292형공2188제4형사부판결 : 확정 [공무집행방해피고사건] [고집1948형,10]

상상적경합관계에 있는 공소사실의 일부에 대한 무죄와 판결주문
대법원 2013.07.11 선고 2011도15056판결 [증권거래법위반] [공2013하,1534]

[1] 구 증권거래법 제188조의4 제1항 제1호, 제2호에서 시세조종행위의 하나로 규정한 ‘통정매매’의 의미 및 동일인이 서로 다른 손익의 귀속 주체들로부터 각 계좌의 관리를 위
[2] 구 증권거래법 제207조의2와 제214조에서 정한 ‘위반행위로 얻은 이익’의 의미와 산정 방법
[3] 구 증권거래법 제207조의2와 제214조에서 정한 ‘위반행위로 얻은 이익’에 실현이익과 미실현이익이 모두 포함되는지 여부(적극) 및 ‘미실현이익’을 산정하는 방법
창원지방법원 2013.04.04 선고 2012고합453판결 : 항소 [특정경제범죄가중처벌등에관한법률위반(사기)·사문서위조·위조사문서행사] [각공2013상,444]

甲 연구원 직원인 피고인이, 허위 내용이 기재된 신청서를 기안하여 작성권자 乙에게 결재를 올린 다음 乙이 신청서의 내용이 허위임을 알지 못한 채 기재사항을 검토한 후 甲 연구원 명